# Tony Dolan
Tony "Demolition" Dolan, også kendt som Demolition Man (født 21. januar 1964), er en engelsk musiker og skuespiller, mest kendt som bassist og sanger i heavy metal-bandene Atomkraft og Venom. Han spiller i øjeblikket i Venom Inc. sammen med andre tidligere Venom-medlemmer Mantas og Abaddon.